# Stefania Berton
Stefania Berton (ur. 19 lipca 1990 w Asiago) – włoska łyżwiarka figurowa startująca w parach sportowych. Uczestniczka igrzysk olimpijskich w Soczi (2014), brązowa medalistka mistrzostw Europy (2013), medalistka zawodów z cyklu Grand Prix oraz 4-krotna mistrzyni Włoch (2011–2014).
Berton rozpoczynała karierę łyżwiarską w konkurencji par tanecznych startując z Markiem Fabbrim w kategorii wiekowej Novice. 
2 lutego 2013 zaręczyła się z amerykańskim łyżwiarzem figurowym Rockne Brubakerem, dwukrotnym mistrzem Stanów Zjednoczonych w parach sportowych. Wspólnie występowali w rewiach łyżwiarskich. Para pobrała się 5 czerwca 2015 roku w Lake Lawn Resort w Delavan Lake w stanie Wisconsin. 

## Osiągnięcie

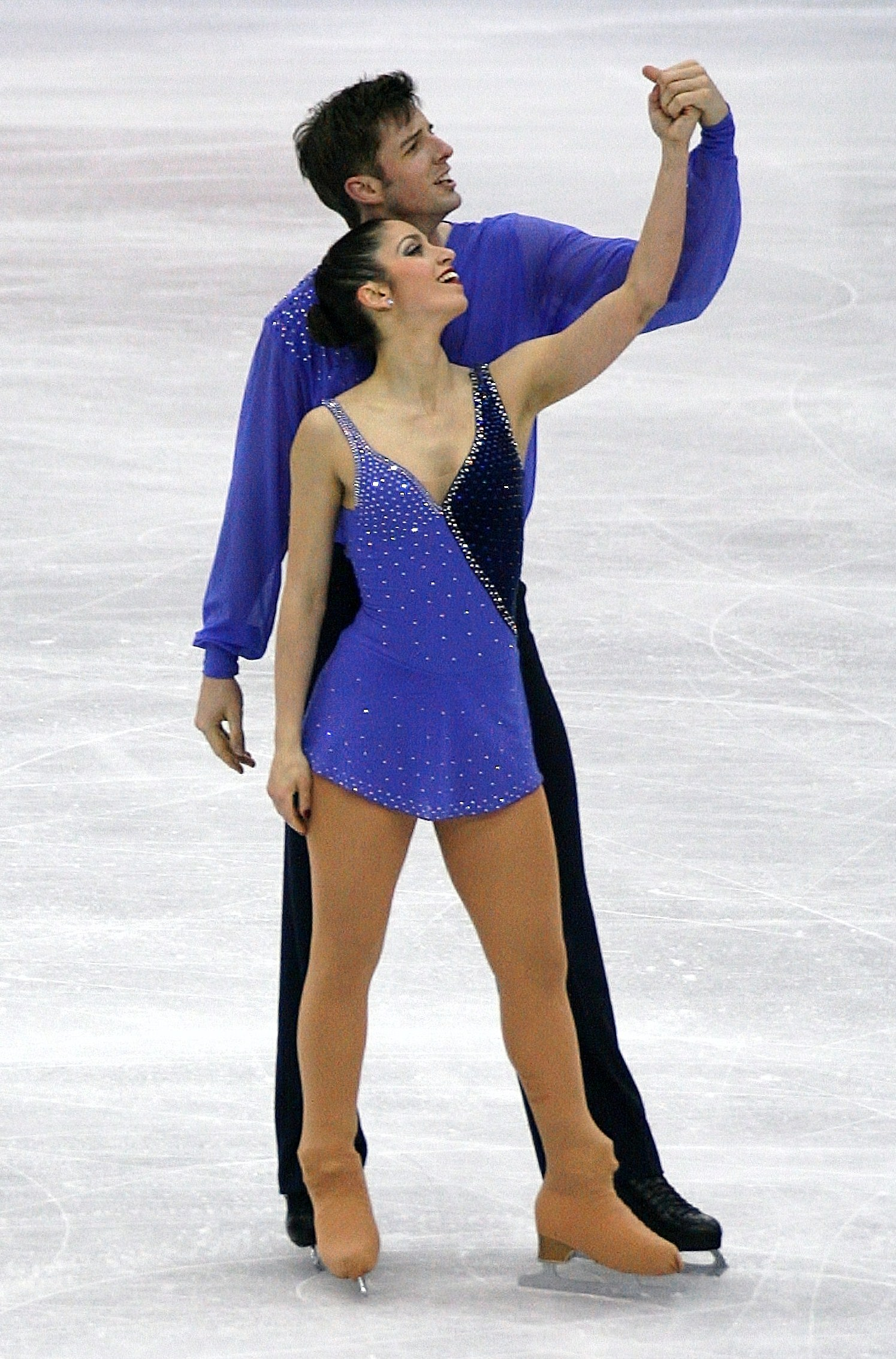
Berton i Hotárek na mistrzostwach świata 2012

### Pary sportowe
Z Ondřejem Hotárkiem 
| Zawody                        | 09–10          | 10–11          | 11–12          | 12–13          | 13–14          |                |                |                |                |                |                |                |                |                |                |                |                |
| Międzynarodowe                | Międzynarodowe | Międzynarodowe | Międzynarodowe | Międzynarodowe | Międzynarodowe | Międzynarodowe | Międzynarodowe | Międzynarodowe | Międzynarodowe | Międzynarodowe | Międzynarodowe | Międzynarodowe | Międzynarodowe | Międzynarodowe | Międzynarodowe | Międzynarodowe | Międzynarodowe |
| ----------------------------- | -------------- | -------------- | -------------- | -------------- | -------------- | -------------- | -------------- | -------------- | -------------- | -------------- | -------------- | -------------- | -------------- | -------------- | -------------- | -------------- | -------------- |
| Igrzyska olimpijskie          |                |                |                |                | 11             |                |                |                |                |                |                |                |                |                |                |                |                |
| Mistrzostwa świata            | 11             | 10             | 11             | 10             | 9              |                |                |                |                |                |                |                |                |                |                |                |                |
| Mistrzostwa Europy            |                | 5              | 4              | 3              | 4              |                |                |                |                |                |                |                |                |                |                |                |                |
| GP NHK Trophy                 |                |                | 4              |                |                |                |                |                |                |                |                |                |                |                |                |                |                |
| GP Rostelecom Cup             |                | 6              | 3              |                |                |                |                |                |                |                |                |                |                |                |                |                |                |
| GP Skate America              |                |                |                |                | 5              |                |                |                |                |                |                |                |                |                |                |                |                |
| GP Skate Canada International |                |                |                | 3              | 1              |                |                |                |                |                |                |                |                |                |                |                |                |
| GP Trophée Eric Bompard       |                |                |                | 3              |                |                |                |                |                |                |                |                |                |                |                |                |                |
| Lombardia Trophy              |                |                |                |                | 1              |                |                |                |                |                |                |                |                |                |                |                |                |
| Nebelhorn Trophy              |                | 2              |                |                |                |                |                |                |                |                |                |                |                |                |                |                |                |
| Memoriał Ondreja Nepeli       |                |                | 2              | 2              |                |                |                |                |                |                |                |                |                |                |                |                |                |
| Ice Challenge                 | 3              |                |                |                |                |                |                |                |                |                |                |                |                |                |                |                |                |
| Cup of Nice                   |                |                | 1              |                |                |                |                |                |                |                |                |                |                |                |                |                |                |
| NRW Trophy                    | 2              | 1              |                | 2              |                |                |                |                |                |                |                |                |                |                |                |                |                |
| Krajowe                       |                |                |                |                |                |                |                |                |                |                |                |                |                |                |                |                |                |
| Mistrzostwa Włoch             | 2              | 1              | 1              | 1              | 1              |                |                |                |                |                |                |                |                |                |                |                |                |
| Zawody zespołowe              |                |                |                |                |                |                |                |                |                |                |                |                |                |                |                |                |                |
| Igrzyska olimpijskie          |                |                |                |                | 4 T 4 P        |                |                |                |                |                |                |                |                |                |                |                |                |

### Solistki
| Zawody                                | 04–05          | 05–06          | 06–07          | 07–08          | 08–09          |                |                |                |                |                |                |                |                |                |                |                |                |
| Międzynarodowe                        | Międzynarodowe | Międzynarodowe | Międzynarodowe | Międzynarodowe | Międzynarodowe | Międzynarodowe | Międzynarodowe | Międzynarodowe | Międzynarodowe | Międzynarodowe | Międzynarodowe | Międzynarodowe | Międzynarodowe | Międzynarodowe | Międzynarodowe | Międzynarodowe | Międzynarodowe |
| ------------------------------------- | -------------- | -------------- | -------------- | -------------- | -------------- | -------------- | -------------- | -------------- | -------------- | -------------- | -------------- | -------------- | -------------- | -------------- | -------------- | -------------- | -------------- |
| Mistrzostwa Europy                    |                |                |                | 13             | 16             |                |                |                |                |                |                |                |                |                |                |                |                |
| Crystal Skate of Romania              |                |                |                |                | 1              |                |                |                |                |                |                |                |                |                |                |                |                |
| International Cup of Nice             |                |                |                |                | 3              |                |                |                |                |                |                |                |                |                |                |                |                |
| Międzynarodowe: Kategorie młodzieżowe |                |                |                |                |                |                |                |                |                |                |                |                |                |                |                |                |                |
| Mistrzostwa świata juniorów           |                |                | 10             | 13             |                |                |                |                |                |                |                |                |                |                |                |                |                |
| JGP Finał                             |                |                | 6              |                |                |                |                |                |                |                |                |                |                |                |                |                |                |
| JGP w Bułgarii                        |                |                |                | 6              |                |                |                |                |                |                |                |                |                |                |                |                |                |
| JGP w Chorwacji                       |                | 12             |                |                |                |                |                |                |                |                |                |                |                |                |                |                |                |
| JGP w Czechach                        |                |                |                |                | 3              |                |                |                |                |                |                |                |                |                |                |                |                |
| JGP w Estonii                         |                | 9              |                |                |                |                |                |                |                |                |                |                |                |                |                |                |                |
| JGP we Francji                        | 12             |                | 3              |                | 4              |                |                |                |                |                |                |                |                |                |                |                |                |
| JGP w Norwegii                        |                |                | 2              |                |                |                |                |                |                |                |                |                |                |                |                |                |                |
| JGP w Rumunii                         | 17             |                |                |                |                |                |                |                |                |                |                |                |                |                |                |                |                |
| JGP w Wielkiej Brytanii               |                |                |                | 7              |                |                |                |                |                |                |                |                |                |                |                |                |                |
| Gardena Spring Trophy                 |                | 5 J            |                |                |                |                |                |                |                |                |                |                |                |                |                |                |                |
| Krajowe                               |                |                |                |                |                |                |                |                |                |                |                |                |                |                |                |                |                |
| Mistrzostwa Włoch                     |                |                | 2              | 2              | 3              |                |                |                |                |                |                |                |                |                |                |                |                |